# Kanu
Kanu je mali čamac koji se pokreće ljudskom snagom u kojem veslač (ili više njih) koristi veslo s jednom lopaticom. Iako u osnovi građom može podsjećati na kajak, u pravilu kanu nema zatvoreno nadgrađe, ima izraženiju vedenu liniju te viši i oštriji pramac i krmu u odnosu na kajak. Kanu se koristiti u sportske namjene na mirnim i divljim vodama ali sa sportskim plovilima, a turistički kanui za rekreaciju na isto takvim vodama. Sportski čamci sada više i ne sliče pravim kanuima jer se radi o plovilima od kojih se traži jedino brzina i neupotrebljivi su za druge namjene.
Kanu je izvorno transportno plovilo kanadskih indijanaca. Slična plovila, po dizajnu, koriste se i danas za turizam i rekreaciju. Ti kanui se i zovu "canadien".

## Olimpijske discipline
Moderni kanui se prave po različitim dizajnima za posebne svrhe, a između ostalog uz kajak se koristi u olimpijskim sportovima kajak i kanu na mirnim vodama, te kajak i kanu na divljim vodama.
Razlika između sportskih kajaka i kanua je ta što kod kajaka svaki veslač koristi veslo s dvije lopatice, dok se kod kanua koristi veslo s jednom lopaticom. Radi bolje primjene sile uobičajeno je da za vrijeme veslanja kanuist na mirnim vodama kleči na jednoj nozi. Kanuist na divljim vodama sjedi na povišenoj klupici držeći potkoljenice podvučene pod nju i dio težine prenosi na koljena. Kajakaš sjedi na dnu čamca i upire se stopalima u posebnu letvicu (nogare). Mirnovodaški su čamci na gornjoj strani otvoreni, a divljovodaški zatvoreni.
U odnosu na veslanje, natjecatelji u ovom sportu nemaju pokretna sjedišta niti izbočnike na čamcu, te veslo svom težinom drže u rukama.
Kajak i kanu na mirnim vodama je u programu Olimpijskih igara još od Igara u Berlinu 1936. za muškarce te od Igara u Londonu 1948. za žene. Žene se natječu u kajaku, dok se u kanuu natječu samo muškarci. Trenutno su na programu Igara sljedeće discipline u kajaku:
- C-1 1000 m (kanu jednoklek) muški
- C-1 500 m (kanu jednoklek) muški
- C-2 1000 m (kanu dvoklek) muški
- C-2 500 m (kanu dvoklek) muški

Na drugim natjecanjima još se sreće i kanu četveroklek, a natjecanja se održavaju i na distanci od 200 m.

## Klubovi u Hrvatskoj
Organizacija koja koja koordinira rad klubova i reprezentacija u ovom sportu je Hrvatski kajakaški savez, koji je zadužen za kajak i kanu kako na mirnim, tako i na divljim vodama.
- KK Belišće (Belišće)
- KKK Cibalea (Vinkovci)
- KKK Hrvatska Kostajnica (Hrvatska Kostajnica)
- KKK Jarun (Zagreb)
- KK Končar (Zagreb)
- KKK Kupa (Petrinja)
- KKK Marsonia (Slavonski Brod)
- KKK Matija Ljubek (Zagreb)
- KKK Mračaj (Runovići)
- KKK Našice (Našice)
- KKK Odra (Sisak)
- KKK Oriolik (Slavonski Kobaš)
- KKK Rab '83 (Rab)
- KKK Varteks (Varaždin)
- KKK Vrsar (Vrsar)
- KKK Vukovar 91 (Vukovar)
- KKK Zagreb (Zagreb)
- KKK Olimpik (Slavonski Brod)

## Poveznice
- Svjetsko prvenstvo u kajaku i kanuu na mirnim vodama – Zagreb 2005.
- Kajak
- Veslanje
- Veslanje zmajevih čamaca (Dragon boat), poznato i kao kinesko veslanje
- Veslanje na dasci / Stand up paddle bordanje / Stand up paddle surfanje / Stand up paddling (SUP) - ogranak surfanja koji je nastao na Havajima[1]
- Jedrenje kanuom
- Hrvatski kajakaški savez

## Vanjske poveznice
- ICF - Međunarodna kanu federacija
- Hrvatski kajakaški savez